# Gozdarska fakulteta v Zagrebu
Gozdarska fakulteta (izvirno hrvaško Šumarski fakultet u Zagrebu), s sedežem v Zagrebu, je fakulteta, ki je članica Univerze v Zagrebu.